# ساره ده گوئیرگو
ساره ده گوئیرگو شهری در شهرستان کومبیسیری در استان بازگا در بورکینافاسوی مرکزی است و جمعیت آن ۵۳۹ نفر است.